# Digital Negative
Das Digital-Negative-Format (DNG, deutsch digitales Negativ) ist ein patentiertes, offenes, verlustfreies Rohdatenformat, das für die Digitalfotografie entwickelt wurde.
Es wurde im September 2004 veröffentlicht und wurde nach Angaben des Herstellers Adobe Inc. mit dem Ziel entwickelt, die verschiedenen proprietären Formate der Digitalkamera-Herstellerfirmen zu ersetzen und sich als Standard zu etablieren. Die Veröffentlichung wurde von der ersten Version der DNG-Spezifikation begleitet, sowie verschiedener Produkte, einschließlich eines kostenlosen DNG-Konverter-Dienstprogramms. Seit der DNG-Veröffentlichung unterstützen alle Adobe-Produkte zur Foto-Manipulation (wie Adobe Photoshop und Adobe Lightroom) das DNG-Format.

## Verwendung
Adobe hat die Spezifikationen des Formats offengelegt und stellt weiterführende Informationen zur Implementierung bereit. Neben den hauseigenen Bildbearbeitungsprogrammen Adobe Photoshop (ab Version CS), Adobe Photoshop Elements (ab Version 3.0) sowie Adobe Photoshop Lightroom unterstützen auch Programme anderer Anbieter das Format, zum Beispiel:
- ACDSee Pro und ACDSee Ultimate
- Aperture
- Capture One
- DCRaw
- ImageMagick[2]
- IrfanView
- PhotoLine
- RawTherapee
- SilverFast
- digiKam

Auch existieren Konverter für die Umwandlung von herstellerspezifischen Rohdaten- in DNG-Dateien, neben dem Adobe DNG Converter vom Hersteller selbst auch beispielsweise das Programm DigiKam.
Mit dem 2005 ausgelieferten Leica-Digital-Modul-R wurde das Format erstmals direkt für die Speicherung der Bilddaten verwendet. Die Hasselblad H2D-39 war die erste digitale Spiegelreflexkamera, die wahlweise im eigenen oder im DNG-Rohdatenformat abspeichern kann; es folgten weitere Hersteller:
- Apple (ab iPhone 12 Pro)
- Samsung (Pro 815)
- Ricoh (GR Digital)
- Leica (S-System, M-System), die X-Reihe (Leica X2 und X1) und Leica Q
- Hasselblad/Imacon H2D
- Pentax (wahlweise Nutzung des eigenen PEF-Formats oder DNG)
- Microsoft-Lumia-Smartphones, wie z. B. Nokia Lumia 930, Microsoft Lumia 950, Nokia Lumia 1020 und Nokia Lumia 1520
- einige Android-5-Smartphones, wie z. B. das Samsung Galaxy S6 oder das HTC One M9
- Sigma sd Quattro ab Firmware 1.04
- Sigma dp0 Quattro, Sigma dp1 Quattro, Sigma dp2 Quattro, Sigma dp3 Quattro ab Firmware 2.02
- DJI, z. B. Quadrocopter Phantom 2[4]
- Yuneec, z. B. Hexacopter Typhoon H Plus

## Technische Umsetzung
Das Format basiert auf einer Erweiterung des Tagged Image File Format. Neben den Bilddaten können beliebige Metadaten eingebettet werden. Dies ermöglicht – auch umfangreiche – Erweiterungen, die ohne Kompatibilitätsverlust jederzeit integriert werden können und dabei ohne separate sogenannte Sidecar-Dateien (oder eine vergleichbare redundante Datenhaltung) auskommen und ermöglicht eine hohe Portabilität der Dateien zwischen verschiedenen Rechnerplattformen. DNG ermöglicht Transparenzen und 32 Bit Farbtiefe.

## Vor- und Nachteile
Zusätzlich zu den bereits vom zugrunde liegenden Rohdatenformat bekannten Vorteilen sind zu nennen:
- Die im Gegensatz zu den meisten existierenden Rohdatenformaten offen dokumentierte Dateistruktur erleichtert die Entwicklung von Software durch Dritte, sowohl zum Schreiben als auch zum Lesen.
- Verlustfreie Kompression ist möglich, aber nicht obligat und erfolgt – anders als beim zugrunde liegenden TIFF – nach festgelegten Bedingungen, was die Portabilität zusätzlich verbessern soll.
- DNG erfordert nicht, dass Rohdaten in Mosaikform (gemäß einer Bayer-Farbanordnung) vorliegen. Es unterstützt daher beispielsweise auch Sigma-Kameras mit Foveon-Sensor.
- Metadaten können direkt in der Bilddatei untergebracht werden – ohne die Abhängigkeit von Zusatzdateien (zum Beispiel xmp) oder Bilddatenbanken, in denen Informationen über Bearbeitung, Aufnahme, Entwicklung oder Kataloginformationen sonst gespeichert werden müssen, da die herstellereigenen Formate nach der Aufnahme oft nur eingeschränkten oder gar keinen Schreibzugriff auf die Datei mehr vorsehen.

In der Praxis ergeben sich zumindest bisher auch Nachteile:
- Bisher sind, abgesehen von oben genannten Ausnahmen, Kameras mit nativer DNG-Unterstützung selten, sodass der individuelle Bildbearbeitungsprozess um den Zwischenschritt der Konvertierung ergänzt werden muss.
- Auch Kameras mit DNG-Unterstützung implementieren das Format oft nicht vollständig (zum Beispiel Verzicht auf verlustfreie Kompression, eingeschränkte oder unvollständige Anlage von Metadaten).

## DNG als Archivformat
Bisher hat sich DNG nicht als Format für die Langzeitarchivierung durchgesetzt. Die von der Deutschen Forschungsgemeinschaft veröffentlichten DFG-Praxisregeln Digitalisierung bezeichnen das DNG-Format ebenso wie die proprietären Rohdatenformate diverser Hersteller als „als Archivformat ungeeignet“. Als problematisch wird gesehen, dass das Format zwar offen, aber durch ein Patent geschützt ist, was in der Zukunft die Implementierung von Dateibetrachtern behindern könnte.
Dagegen listet die Library of Congress das DNG-Format auf deren Seite „Recommended Formats Statement“ mit auf. Bereits 2010 wurden Institutionen in den USA beschrieben, die auf DNG als „Masterformat“ gesetzt haben.

## Versions-Historie
Die Spezifikation wurde mehrfach überarbeitet. Bisherige Versionen und deren Innovationen:
- 1.0 (September 2004): Initiale Version
- 1.1 (Februar 2005): Erhaltung maskierter Pixel
- 1.2 (April 2008): Kameraprofile, siehe auch „DNG Profile Editor“[10]
- 1.3 (Juni 2009): Opcodes (z. B. Objektiv-Korrekturen)
- 1.4 (Oktober 2012): „Default User Crop“, Transparenz, Gleitkommazahlen (HDR), Verlustbehaftete Kompression, Proxies
- 1.5 (Mai 2019): Depth Maps, Enhanced Image Data
- 1.6 (Dezember 2021): Large file support (64-bit BigTIFF extension), Semantic Masks, triple-illuminant calibration profiles, u. a.
- 1.7 (Juni 2023): Unterstützung für JPEG XL. Version 1.7.1 von September 2023 fügt weitere JPEG-XL-Kompressionsparameter hinzu.